# Lista över astronomiföreningar
De flesta astronomiföreningar världen över bygger på individuellt medlemskap, och riktar sig typiskt till både professionella astronomer och amatörastronomer.

## Astronomiföreningar i Sverige
Av historik finns det i Sverige två rikstäckande astronomiska föreningar, till vilka man kan ansluta sig individuellt, eller som hel klubb eller lokalavdelning. SAS är en svensk akademiskt orienterad förening grundad 1919 i Stockholm. SAAF grundades 1982 på spillrorna efter den upplösta samnordiska Scandinavian Union of Amateur Astronomers, SUAA. Under 1990-talet, fanns det diskussioner om samgående, men detta förhindrades av de respektive föreningarnas olika inriktning och organisation. Medan SAS' lokalföreningar i allmänhet är kopplade till lokala universitet, har SAAF:s medlemsklubbar en stark nätverkande amatörprägel. SAAF och SAS ger på sina respektive webbplatser länkar till varandra.
- SAS - Svenska Astronomiska Sällskapet, utger tidskriften Populär Astronomi en gång i kvartalet. Föreningen har omkring 2900 medlemmar,
- SAAF - Svensk AmatörAstronomisk Förening, utger tidskriften Telescopium en gång i kvartalet. Föreningen har omkring 700 medlemmar,
- AU - Astronomisk Ungdom, som riktar sig till åldrarna 6-25 år, är Svenska Astronomiska Sällskapets ungdomsförbund. Föreningen har omkring 4827 medlemmar.

### Götaland
- AAK - Alingsås Astronomiklubb, Västergötland
- ALVA ALVA, Studenternas astronomiförening vid Lunds observatorium
- ASAK - Astronomiska Sällskapet Aquila i Kristianstad, Skåne
- ASTB - Astronomiska Sällskapet Tycho Brahe i Skåne
- BAS - Borås AstronomiSällskap, Västergötland
- GAF - Gamleby Amatörastronomers Förening, Kalmar län
- GAS - Gislaveds Astronomiska Sällskap Orion, Jönköpings län,
- GAF - Grönhögens Astronomiska Förening, adress i Färjestaden, Öland,
- GAK - Göteborgs Astronomiska Klubb
- Hallands AmatörAstronomer Nattugglorna
- HAS - Hallands Astronomiska Sällskap, Halland
- KAF - Karlskrona Astronomiförening, Blekinge
- MAK - Mariestads Astronomiska Klubb, Västergötland
- NAK - Norrköpings Astronomiska Klubb, Östergötland
- SV - Slottsskogsobservatoriets vänner (SV), i Göteborg
- Societas Coronae Borealis - säte i Dalby, Skåne
- ÖAS - Östergötlands Astronomiska Sällskap

### Svealand
- AF - Astronomiska Föreningen, Uppsala, Uppland, lokalförening till Astronomisk ungdom i Uppsala [1]
- Avesta Astronomisällskap, i Dalarna[2]
- Dalarnas Astronomiska Sällskap, adress i Borlänge (vilande[3][4])
- KAK - Kumla Astronomiklubb, Närke,
- Ludvika Amatör Astronomiska Förening, Dalarna
- STAR - Stockholms AmatörAstronomer
- TAK - Tierps Astronomiska Klubb, Uppland
- UAA - Uppsala AmatörAstronomer, Uppland
- VARF - Västerås astronomi- och rymdforskningsförening, Västmanland,
- Mitt hem i kosmos (tidigare Västra Värmlands Astronomiska Förening[5]), Arvika,
- Örebro Astronomi - Örebro, Närke.

### Norrland
- NSAA - North Sweden Amateur Astronomers, hela Norrland
- 4 H-Klubben Universe, adress i Frösön, Jämtland,
- CosmoNorr, Jämtland
- Piteå Astronomiförening, Piteå
- Sundsvalls Astronomiska Förening, Medelpad

### Astronomiforum
- Astronomiguiden.se, Astronomiguiden, ett nedlagt men tidigare mycket aktivt svenskt astronomiforum.
- Astronet, Astronet, ett svenskt astronomiforum och bildgalleri från svenska astrofotografer.
- Astroswedens forum
- Astronomisk Ungdoms forum, ett svenskt astronomiforum för ungdomar.

## Astronomiföreningar i Finland
- Ursa - Ursa Astronomical Association
- Etelä-Karjalan Nova ry - South Karelian Amateur Astronomical Association Nova
- Kassiopeia - Warkauden Kassiopeia, säte Varkaus
- Lahden Ursa ry - säte Lahti
- Porin Karhunvartijat ry -  Amateur Astronomical Association Porin Karhunvartijat ry, säte Pori
- Riihimäki Astronomical Association
- Sirius ry - The Astronomical Association Sirius ry, säte Jyväskylä.
- Tampereen Ursa ry - Amatörastronomiska föreningen i Tammerfors
- Ålands amatörastronomer rf[6][7]

## Astronomiföreningar i övriga Norden
- Astronomisk Selskab - i Danmark
- NAS - Norsk Astronomisk Selskap